# جحا (روستا)
جحا (به عربی: قریة جحا) یک منطقهٔ مسکونی در عربستان سعودی است که در استان جازان واقع شده‌است.